# RWD-15
Le RWD-15 était un avion de tourisme polonais monoplan à aile haute, conçu en 1937 par l'équipe RWD.

## Conception et développement
Le RWD-15 était un développement de plus grande taille du triplace de tourisme RWD-13, conçu par Stanisław Rogalski de l'équipe RWD, dans les ateliers de Doświadczalne Warsztaty Lotnicze (en) (DWL) à Varsovie. Le premier prototype effectua son premier vol au printemps 1937, sous le numéro SP-BFX. Il héritait des qualités du RWD-13, en particulier sa prise en main facile et sa très bonne stabilité en vol. En 1939, cinq exemplaires furent produits, puis la force aérienne polonaise commanda dix exemplaires la même année pour en faire des avions de liaison. Ils ne purent toutefois pas être achevés avant l'éclatement de la Seconde Guerre mondiale, qui commença justement par l'invasion de la Pologne, en septembre 1939.
Deux autres versions prévues ne furent jamais produites : une version ambulance aérienne, dotée de deux civières, et une version de prises de vue aériennes.

## Caractéristiques
Le RWD-13 était un monoplan de sport et de tourisme à cinq places et à aile haute dotée de barres de renfort. Sa construction était mixte : son fuselage était constitué d'une structure en métal recouverte de toile, sa section avant recouvrant le moteur et étant recouverte de panneaux en aluminium. Les ailes étaient rectangulaires en bois à deux longerons, recouvertes de toile et de contreplaqué à l'avant. Elles pouvaient être repliées vers l'arrière, afin de réduire l'encombrement de l'avion, et étaient dotées de becs de bord d'attaque automatiques. L'empennage était recouvert de contreplaqué, pour les plans fixes horizontaux, et de toile pour les parties mobiles (gouvernes de lacet et de profondeur).
La cabine était fermée et disposait d'une portière à gauche et deux portières à droite. Les deux sièges avant étaient dotés de doubles-commandes, tandis-que derrière était installée une banquette pour trois personnes. Un espace pour des bagages était disponible derrière la cabine. L'avion était propulsé par un moteur à 6 cylindres en ligne inversés refroidis par air De Havilland Gipsy Six II (en) de 205 ch (153 kW). L'hélice était une DH Hamilton 1000 bipale à pas variable en métal, d'un diamètre de 2,28 m. Le train d'atterrissage était conventionnel avec une roulette à l'arrière. Le carburant était stocké dans les ailes, avec une capacité de 240 litres.

## Histoire opérationnelle
Les RWD-15 furent utilisés par l'aviation civile polonaise, et un exemplaire fut utilisé par la chancellerie présidentielle. Un exemplaire, le SP-KAT, fut produit comme version à long rayon d'action, avec des réservoirs de carburant additionnels installés à la place des sièges arrière. Il était la propriété de l'organisation paramilitaire de défense territoriale LOPP (en). Il était prévu de le faire voler jusqu'en Australie à des fins publicitaires, mais ces plans furent mis à mal par l'invasion allemande de la Tchécoslovaquie, en mars 1939.
En 1939, le RWD-15 prototype fut exporté vers la Palestine mandataire et y fut utilisé par la compagnie aérienne Aviron (en) (numéro VQ-PAE, ex-SP-BFX). À partir de 1945, il fut utilisé comme avion de communications sur les routes menant de Lod à Tel Aviv et vers l'Égypte. En décembre 1947, il dut être abandonné à Lod alors qu'il était en cours de réparations, et fut brûlé le 6 avril 1948 par les Arabes.
Après l'éclatement de la Seconde Guerre mondiale, deux appareils (SP-ALA et SP-KAT) furent évacués vers la Roumanie. Après la chute de la Pologne face aux forces allemandes, ils furent récupérés par l'aviation civile roumaine, avec les numéros YR-FAN et YR-TIT. Après le ralliement de la Roumanie aux forces de l'Axe et son implication dans l'opération Barbarossa, les RWD-15 furent utilisés comme avions de liaison sur le front de l'Est par la force aérienne roumaine.
D'après certaines publications, un RWD-15 fut envoyé à l'Exposition universelle de New York de 1939, en même temps qu'un RWD-13, puis vendu, mais il n'existe aucune preuve de la présence de cet avion dans les registres américains.

## Utilisateurs
- Israël : Sherut Avir (remplacée ensuite par la force aérienne et spatiale israélienne) ;
- Palestine mandataire : Aviron flying school (en) ;
- Pologne : Force aérienne de la République polonaise ;
- Roumanie : Force aérienne royale roumaine.

## Spécifications techniques
Données de Polskie konstrukcje lotnicze 1893-1939
Caractéristiques générales
- Équipage : 1 pilote
- Capacité : 4 passagers ou 3 blessés sur des civières[1]
- Charge utile : 485 kg
- Longueur : 9 m
- Envergure : 12,40 m
- Hauteur : 2,5 m
- Surface alaire : 20 m2
- Masse à vide : 875 kg
- Masse typique : 1 360 kg
- Moteur : 1   Moteur à pistons à 6 cylindres en ligne inversés refroidis par air De Havilland Gipsy Six II (en) de 205 ch (153 kW)

 Performances 
- Vitesse maximale : 240 km/h
- Vitesse de croisière : 220 km/h
- Vitesse de décrochage : <75 km/h
- Distance franchissable : 465 km
- Plafond : 5 000 m
- Vitesse ascensionnelle : 288 m/min
- Charge alaire : 68 kg/m2
- Rapport poids-puissance : 0,11 kW/kg